# Ładowarka 560

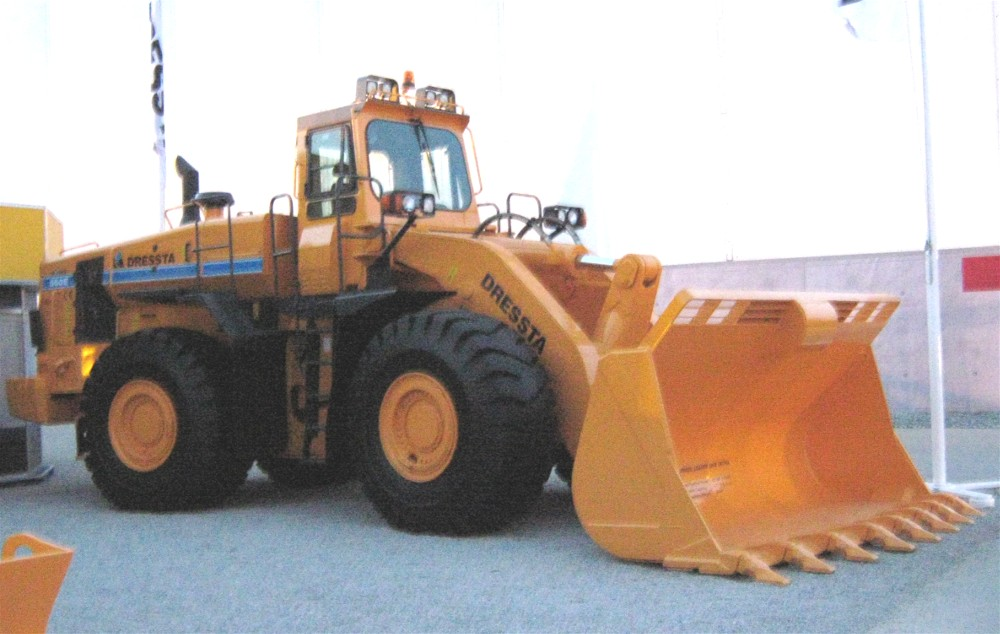
Ładowarka 560

Ładowarka kołowa – największa ładowarka produkcji Huty Stalowa Wola, opracowana na początku lat 90. XX wieku, przez polskich i amerykańskich konstruktorów.

## Konstrukcja
Maszyna powstała w wyniku zapotrzebowania na ciężką ładowarkę, które zgłaszali klienci z kraju i zagranicy. 
Konstrukcja ramowa - modułowa, przedni most napędowy mocowany jest na stałe do ramy ładowarki, tylny zamocowany wahliwie, dzięki czemu może wychylać się w zakresie 23 stopni. 
Maszynę napędza amerykański silnik Cummins, sześciocylindrowy silnik Diesla z turbodoładowaniem, o mocy 450 KM, i maksymalnym momencie obrotowym, 2102 Nm. Napęd na cztery koła jest przenoszony za pośrednictwem automatycznej skrzyni biegów sterowanej elektronicznie, typu Power Shift, przełączalnej pod obciążeniem, z trzema biegami do przodu i trzema do tyłu. Skrzynia biegów automatycznie reaguje na obciążenia i sama dobiera odpowiednie przełożenie.
Zastosowany, hydrostatyczny układ kierowniczy, zapewnia płynne sterowanie pojazdem przy każdej prędkości. Kąt skrętu kół wynosi 40 stopni. Ładowarka posiada amortyzowaną względem wysięgnika łyżkę, co pozwala na zwiększenie prędkości jazdy z załadowaną łyżką.
Posiada układ centralnego smarowania, łańcuchy ochronne na koła, system ważenia urobku i specjalne opony tzw. skalne.

## Kabina
Kabina operatora, została wyciszona, zamontowano pneumatyczny fotel, klimatyzację, ogrzewanie postojowe i regulowaną kolumnę kierownicy. Operator steruje osprzętem maszyny za pomocą dżojstika, a na pulpicie wyświetlane są aktualne parametry robocze. Ładowarkę wyposażono w  system diagnostyczny, który sygnalizuje ewentualne nieprawidłowości w pracy maszyny.
Wyposażenie dodatkowe obejmuje m.in. pakiet arktyczny, pakiet do pracy w wysokich temperaturach, czy urządzenie filtrowentylacyjne przydatne podczas pracy na wysypiskach śmieci.

## Osprzęt
Maszyna posiada dwa rodzaje wysięgnika, standardowy o długości 5,05 m, oraz wysięgnik wysokiego podnoszenia długości 5,38 m, oraz trzy rodzaje łyżek: do kamieni, o pojemnościach 5,35 i 5,7 m³, do lekkich materiałów, o pojemności 11,5 m³, i uniwersalną - 6,5 m³.
W zależności od wielkości wysięgnika i łyżki masa maszyny wynosi od 41,5 do 42,6 t, a prędkość maksymalna ok. 33 km/h.